# 中國雅樂

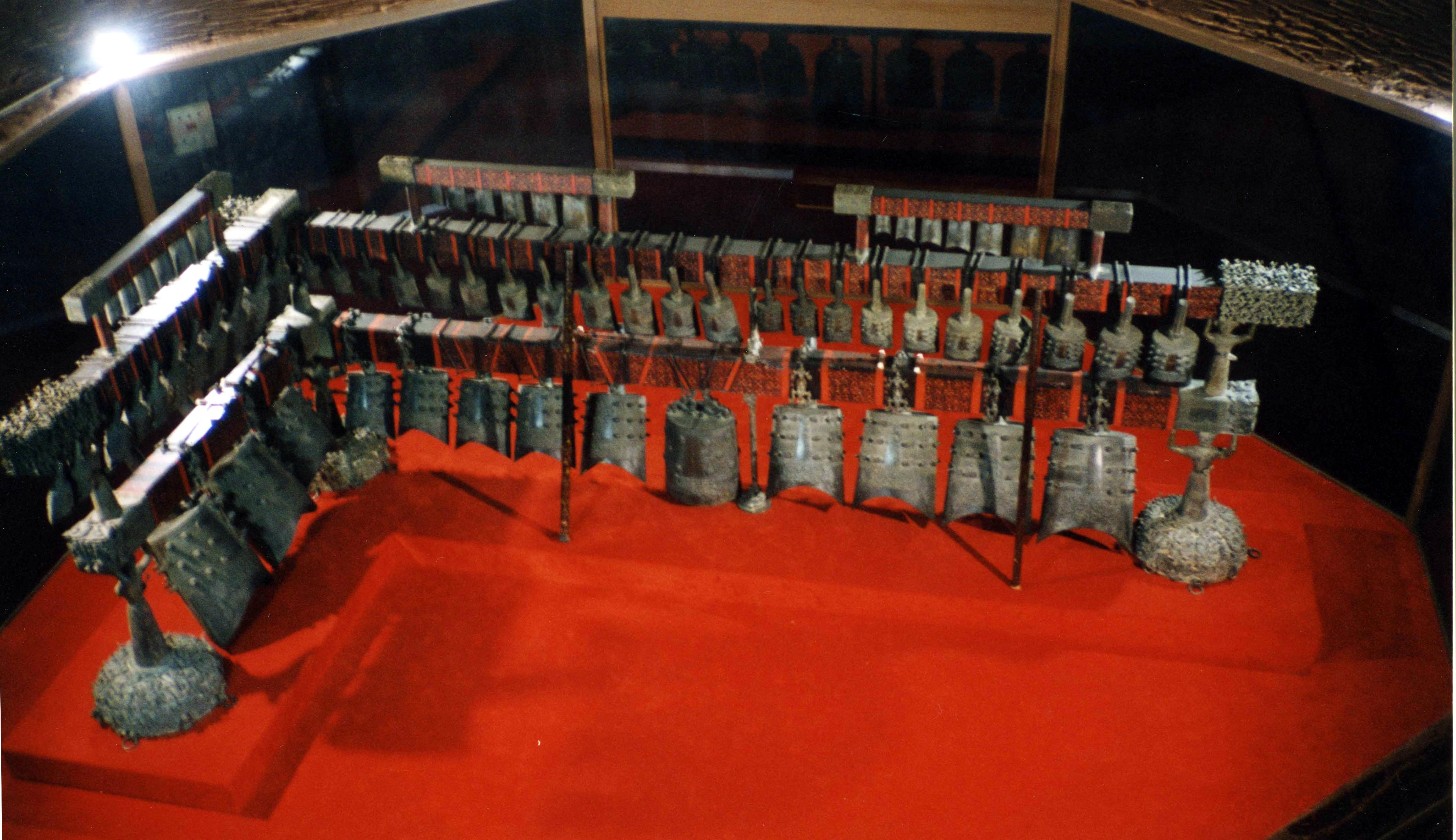
曾侯乙墓出土的編鐘

雅乐是华夏天子祭天地、祖先及朝贺、宴享等大典所用的乐舞，也是東亞各地雅樂的共同祖先。雅乐是汉文化禮樂文明的一部分，也是六艺之一，以西周以来的祭祀音乐为主，是周礼吉礼的组成部分。孔子曰：「安上治民，莫善於禮；移風易俗，莫善於樂。」雅乐的体系在西周初年制定，与周礼共同构成了华夏禮樂文明的内外支柱，分别载于礼经和乐经。雅乐相当于《诗经》中的大雅和颂。诗经三百五篇，孔子皆弦歌之，以求合《韶》、《武》、《雅》、《颂》之音。礼乐自此可得而述，以备王道、成六艺。正因为借《诗经》之便，而恢复了古代「韶乐」、「武乐」、「雅乐」与「颂乐」，才使「礼乐」教化成为现实，其「王道」才得以完备，「六艺」才趋于齐备。《咸池》（黄帝乐）、《六莖》（颛顼乐）、《五英》（帝喾乐）、《大章》（尧乐）、 《大韶》（舜乐）、《大夏》（禹乐）、《大濩》（汤乐）等,皆被儒者奉为雅乐的典范。历代华夏王朝设太常，司礼乐教化，内有雅乐部，从事祭祀演奏。儒家经学和二十四史《礼乐志》是研究雅乐的基础。

## 歷史
周武王建立周朝不久，就命周公旦制礼作乐，建立各种贵族生活中的礼仪和典礼音乐。这一部分乐舞就是所谓的“雅乐”。它包含了始自远古的图腾及巫术等宗教活动中的乐舞及祭祀音乐。黄帝的《云门》、尧帝的《大咸》、舜帝的《九韶》、禹帝的《大夏》、商汤的《大燕》,配上周朝的《大武》,合称六代之乐,构成了祭祀天地山川、先妣、先祖的完整的祭祀系统。"雅"就是"正"的意思, "雅樂"就是"正樂" ,這是對於地方之樂而説的。《诗经》二雅所收之詩, 多爲西周王畿以内的詩歌。周天子建都的王城，此外还仿照这些雅乐，制作了一系列的雅颂诗乐，就是《诗经》的大雅和三頌。
《周礼》所记载的西周和春秋时期的各种贵族礼仪，其中与雅乐有关的有：
- 郊杜：祭天地神明的祭典；
- 尝禘：贵族祭其祖先的祭典；
- 食飨：政治上外交上的宴会等；包括大飨、燕礼、大射、养老等等。
- 乡射：乡里中官僚和地主们比射的集会；
- 王师大献：战争胜利时举行的凯旋庆典；
- 行军田役：用于军事演习性质的狩猎。

礼乐教化中乐舞的地位和作用也被提到了前所未有的高度。
在周朝的礼仪活动中，严格的规定不同的场面使用不同的音乐。它的主要目的是使参加典礼的贵族受到伦礼教育的感化，造成一种庄严、肃穆、安静、和谐的气氛。 各种主要典礼音乐的歌词，大都载于《诗经》中的「大雅」、「小雅」、「颂」；少数属于「南」。
随着周朝的衰落和社会的发展，民间音乐逐步代替了雅乐。贵族们对雅乐渐感厌烦而去欣赏俗乐，如《乐记》所载，魏文侯“端冕而听古乐，则唯恐卧：听郑、卫之音，则不知倦。”因此孔子曾感叹地说：“礼崩乐坏”。《颂》、《雅》、二《南》原为雅乐,可以弦歌;但在春秋之时,礼坏乐崩,不能尽合,孔子正之。故曰: "吾自卫反鲁,然后乐正,《雅》《颂》各得其所。儒家把"乐"作为君子必修的六艺之一,推崇"雅乐"。孔子对音乐就极有研究,他精通乐理韵律,善于咏唱弹奏。《诗经》中的风、雅、颂, 很多是周代雅乐曲目,秦、汉以后的雅乐,除袭用周代雅乐(如《韶》、《武》)之外,或另有创作,或自民间俗乐加以改造。汉代以来，太常寺太樂署執掌雅樂,樂府執掌俗樂。三国时杜费仍能演奏诗经雅乐，曹操令他创制雅乐。
南宋淳熙年間，禮部太常寺編纂《中興禮書》，其中存有律呂譜記載的雅樂，為保存至今最早且完整者。至明代，雅樂由隸屬禮部的教坊司負責，後來負責俗樂的鐘鼓司取代了教坊司的職能，內廷俗樂成為宮廷用樂的主導和主流，這時雅樂用的音樂已被俗樂取代。

## 乐器編制
雅乐的主要乐器是編鐘和编磬。两者皆分上下两层悬挂，大小不同的钟与磬，敲击可传高低乐音。 雅乐悉在宫调。徵、羽、角,自为俗音。
一般雅樂編制包括如下樂器：
- 鐘（金）ㄓㄨㄥˉ：編鐘，分為鎛鐘、鈕鐘、甬鐘。
- 磬（石）ㄑㄧㄥˋ：編磬。
- 琴（絲）ㄑㄧㄣˊ：七絃琴，傳統上以蠶絲製絃。
- 瑟（絲）ㄙㄜˋ：琴的伴奏樂器，絃數不等。
- 簫（竹）ㄒㄧㄠˉ：直吹的竹管樂器。
- 篪（竹）ㄔˊ：橫吹的竹管樂器。
- 籥（竹）ㄩㄝˋ：即排簫。
- 笙（匏）ㄕㄥˉ：簧樂器，能吹奏自身的和聲，因此又稱作「和」；大型的笙也稱作「竽」。
- 鼓（革）ㄍㄨˇ：即中式大鼓。
- 搏（革）ㄅㄛˊ：又稱「搏拊」，雙面小鼓
- 埙（土）ㄙㄨㄣˉ：形如柚子般的圆形陶瓷乐器，表面有孔，口吹即可发音。
- 柷（木）ㄔㄨˋ：形方如斗，上廣下狹，以槌击之可发声；聲音類似今日的木魚。
- 敔（木）ㄩˇ：虎型木雕乐器，背上凹凸处，刷过就会发出乐音；類似西洋的刮葫（英语：Guiro）。

周朝的乐器制作工艺已达到相当高的水平。1978年，在湖北省随州擂鼓墩发掘的曾侯乙墓(大約葬於戰國初期)，出土的古乐器有一百二十四件之多，其中五十六件为一套的编钟制作尤为精美。

## 乐谱
《礼记·投壶》中的鼓谱是现存最早的乐谱。南宋淳熙年間成書的《中興禮書》則記載了以律呂譜記錄的雅樂樂譜。朱熹《仪礼经传通解》收录了南宋所传《风雅十二诗谱》的雅乐乐谱，用律吕字谱记写，是传世最早的诗经乐谱。《乐星图谱》用俗字谱符号说明八十四调音阶，并对照排列雅乐燕乐调名。宋末熊朋来撰《瑟谱》载有瑟的历史，演奏技法，《诗旧谱》，《诗新谱》，《孔子庙释奠乐章谱》以及制作瑟的《瑟谱后录》。明代《乐律全书》也收录了很多雅乐乐谱。刘民悦辑《文庙礼乐全书》，明末避乱日本的魏双候四世孙魏鹄《魏氏乐谱》。清代有《律音汇考》。

### 风雅十二诗谱
《风雅十二诗谱》中包括了12首诗经国风和小雅的乐谱。这12首诗是《鹿鸣》、《四牡》、《皇皇者华》、《鱼丽》、《南有嘉鱼》、《南山有台》、《关雎》、《葛覃》、《卷耳》、《鹊巢》、《采蘩》、《采蘋》。用律吕字谱记写，每字一音。

## 影響
雅樂影響到漢字文化圈周邊國家，包括日本、朝鮮半島、越南、琉球，但這些地區的雅樂所用的樂曲與樂器與周朝的不盡相同。

## 延伸閱讀
- 《明代朱載堉〈六代小舞譜〉音樂舞蹈復原》，楊春薇主編，時代新媒體出版社，2021，ISBN 978-7-88868-851-3（參與團隊：中國音樂學院雅樂團）